# Departamento Administrativo Nacional de Estadística

Logo

Das Departamento Administrativo Nacional de Estadística (deutsch Nationale Verwaltungsabteilung für Statistik), kurz DANE, ist das staatliche Statistikamt des Landes Kolumbien. Die Institution in Bogotá wurde 1951 als unabhängiges Organ gegründet, und erhielt 1953 den bis heute gültigen Namen. 1999 wurde dem DANE das Instituto Geográfico Agustín Codazzi, das für die Erstellung von offiziellen Karten und die Ausarbeitung des nationalen Katasters zuständig ist, angegliedert.

## Aufgaben und Wirkung
Das DANE ist verantwortlich für die Planung, Analyse, Bewertung, Umsetzung und Verbreitung der amtlichen sozioökonomischen Statistiken Kolumbiens zur Erzeugung und Kommunikation statistischer Informationen auf nationaler Ebene, die internationalen Standards entsprechen und Innovation und Technologien einsetzen, um das Verständnis und die Lösung der sozialen, wirtschaftlichen und ökologischen Probleme des Landes zu unterstützen. Das DANE bietet mehr als 100 Forschungstätigkeiten in den Bereichen Industrie, Wirtschaft, Landwirtschaft, Bevölkerung und Lebensqualität an, um die Entscheidungsfindung in diesem Land zu unterstützen. Diese Arbeiten dienen als Grundlage für öffentliche und private Entscheidungen und tragen zur Konsolidierung eines gerechten, produktiven und rechtlichen sozialen Rechtszustands bei.